# Laosanthus graminifolius
Laosanthus graminifolius är en enhjärtbladig växtart som beskrevs av Kai Larsen och Jenjitt. Laosanthus graminifolius ingår i släktet Laosanthus och familjen Zingiberaceae. Inga underarter finns listade i Catalogue of Life.